# Canthon sericatus
Canthon sericatus е вид бръмбар от семейство Листороги бръмбари (Scarabaeidae).

## Разпространение и местообитание
Този вид е разпространен в Аржентина.
Обитава наводнени райони, гористи местности и степи.